# Stefan Kéler
Stefan von Kéler (ur. 15 kwietnia 1897 w Brodach, zm. 4 grudnia 1967 w Berlinie) – polski i niemiecki entomolog.

## Życiorys
Syn urzędnika podatkowego Alfreda Ferdinanda von Kélera i jego żony Anieli z domu von Papée. Stefan Kéler studiował leśnictwo na Universität für Bodenkultur Wien oraz na Wydziale Leśnym Politechniki Lwowskiej, a doktorat uzyskał na Uniwersytecie Poznańskim w 1929. Od 1928 do 1939 kierował Pracownią Entomologii w Państwowym Instytucie Naukowym Gospodarstwa Wiejskiego. Podczas II wojny światowej podpisał volkslistę i od 1942 posiadał obywatelstwo niemieckie. Od 1950 do 1957 był kustoszem i kierował działem w Zoologische Museum na Uniwersytecie Humbodta w Berlinie, gdzie poświęcił się całkowicie badaniami nad wszołami.

## Praca naukowa
Stefan Kéler był entomologiem-systematykiem i faunistą, zajmował się taksonomią, faunistyką, biologią i filogenezą korników (Scolytidae), wszołów (Mallophaga), przylżeńców (Thysanoptera), wszy (Anoplura) i gryzków (Psocoptera). Opublikował ponad 70 specjalistycznych artykułów i książek, początkowo po polsku i angielsku, później głównie po niemiecku, głównie o wszołach. Sławę przyniosło mu autorstwo słownika entomologicznego, ze względu na światowe zainteresowanie tą książką Kéler planował również wydanie w języku angielskim, którego nie zdążył ukończyć przed śmiercią. Niemiecki Entomological Society przyznało mu medal Fabricius w 1965.